# Forecar

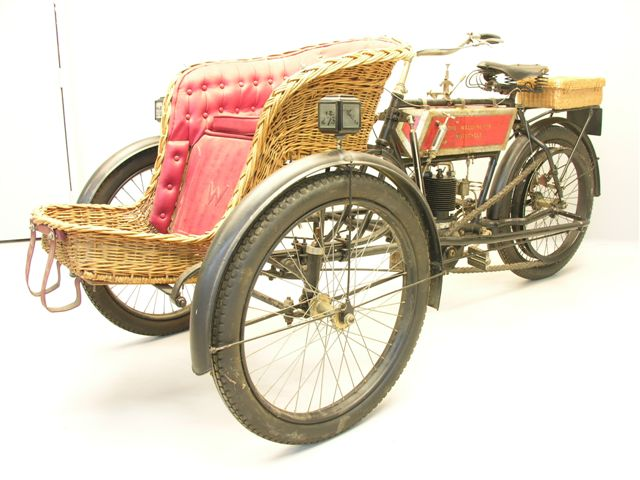
Waddington 500 cc forecar uit 1905

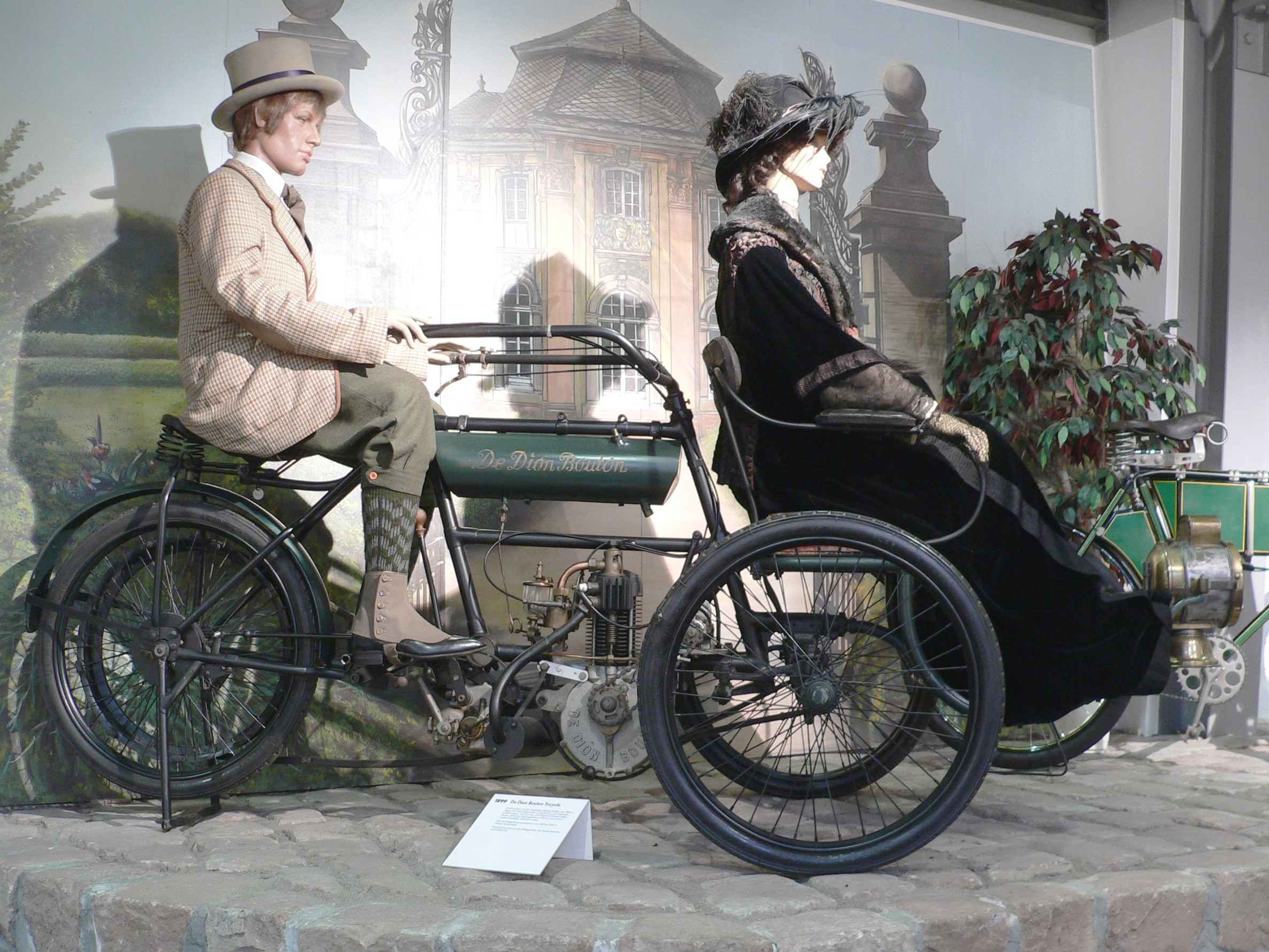
De Dion-Bouton uit 1899

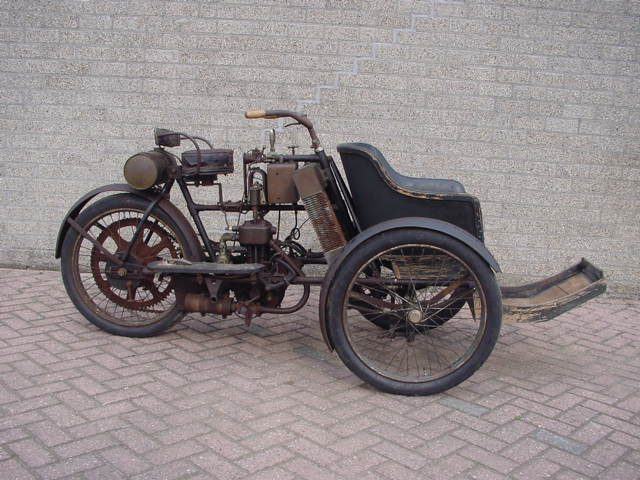
Franse Griffon 500 cc Forecar uit 1904

Een forecar is een driewielige motorfiets, opgebouwd als een bakfiets, waarbij in plaats van de bak een zitplaats is geconstrueerd. Sommige tricars hadden een vergelijkbare opzet, maar daarbij was de besturing meer zoals bij een auto.
Forecars waren eigenlijk de voorlopers van zijspannen. In het Nederlands spreekt men ook wel van een voorspan, of een voorspanwagen als het een losse wagen betreft.